# Bulbophyllum falcifolium
Bulbophyllum falcifolium är en orkidéart som beskrevs av Rudolf Schlechter. Bulbophyllum falcifolium ingår i släktet Bulbophyllum och familjen orkidéer. Inga underarter finns listade i Catalogue of Life.